# Кощіївка
Кощі́ївка — село Томашівської сільської громади Фастівського району Київської області. Входить до складу Томашівської сільської громади. Населення становить 174 особи.

## Географія
Село розташоване на лівому березі річки Унава, правої притоки Ірпеня (басейн Дніпра). У лісі є декілька джерел з питною водою.
Поруч із селом розташовані два садові товариства, а також кар'єр нерудних копалин зі щебзаводом.

## Історія
В околицях села знайдені залишки поселень скіфів. Також у Княжу добу (ХІ — початок ХІІІ століття) на лівому березі Унави розташовувалось потужне давньоруське укріплене поселення. У 2008 році місце розташування цього багатошарового поселення Кощіївка-8 було досліджене працівниками Інституту археології НАН України. Тут було виявлено багато різних залізних предметів (цвяхи, наконечники стріл, ножі тощо) часів Київської Русі. Після закінчення робіт археологами, городище було розрівняне бульдозерами, через розширення території кощіївського гранітного кар'єру.
У середньовіччі тут також мешкали люди — на це вказують знахідки середньовічних польських монет і побутових виробів.
Сучасне село виникло, напевно, у XV—XVI століттях.
7 липня 1768 року через Кощіївку проходив зі своїм загоном гайдамацький ватажок Іван Бондаренко.
На триверстовій мапі 1868 року Кощіївка мала 35 дворів, ставок з водяним млином. На правому березі Унави, напроти села були віковічні ліси, серед яких, так званий, Чернечий ліс.
Деякі відомості по Кощіївку є у книзі Лаврентія Похилевича «Сказанія о населенныхъ мъстностяхъ Кіевской губерніи» (Київ, 1864):
|  | (В селі Дорогинка була Свято-Михайлівська дерев'яна церква). До церкви зараховане того ж відомства село Кощіївка, що лежить при ріці Унаві в 3-х верстах від Дорогинки. Жителів обох статей 486. |

Також дуже цікавим є дерев'яний хрест, розташований біля дороги між Кощіївкою та Дорогинкою. Місцеві мешканці вказують на це місце, як на давнє козацьке кладовище, але письмового підтвердження немає.
У Кощіївці колгосп створений у 1929 році під назвою «Нове життя», пізніше перейменований на колгосп імені Якіра, а 1937 року перейменовано на колгосп «20-річчя Жовтня». У 1957 році колгосп та сільська рада об'єдналися з Дорогинкою.
У жовтні 2009 року село та садове товариство «Лісове» газифіковані. В селі працює ФАП, культурно-освітня установа «клуб-бібліотека», магазин. На території сільської ради відкрито та працює Кощіївський гранітний кар'єр.
Через центр села курсують автобусні маршрути до Києва та Фастова.

## Населення

### Мова
Розподіл населення за рідною мовою за даними перепису 2001 року:
| Мова       | Кількість | Відсоток |
| ---------- | --------- | -------- |
| українська | 178       | 98.34%   |
| російська  | 3         | 1.66%    |
| Усього     | 181       | 100%     |

## Галерея

Сільський клуб
Фельдшерсько-акушерський пункт
Дерев'яна фігура воїна
Меморіал полеглим у німецько-радянській війні 1941-1945 років
Хрест між Дорогинкою і Кощіївкою
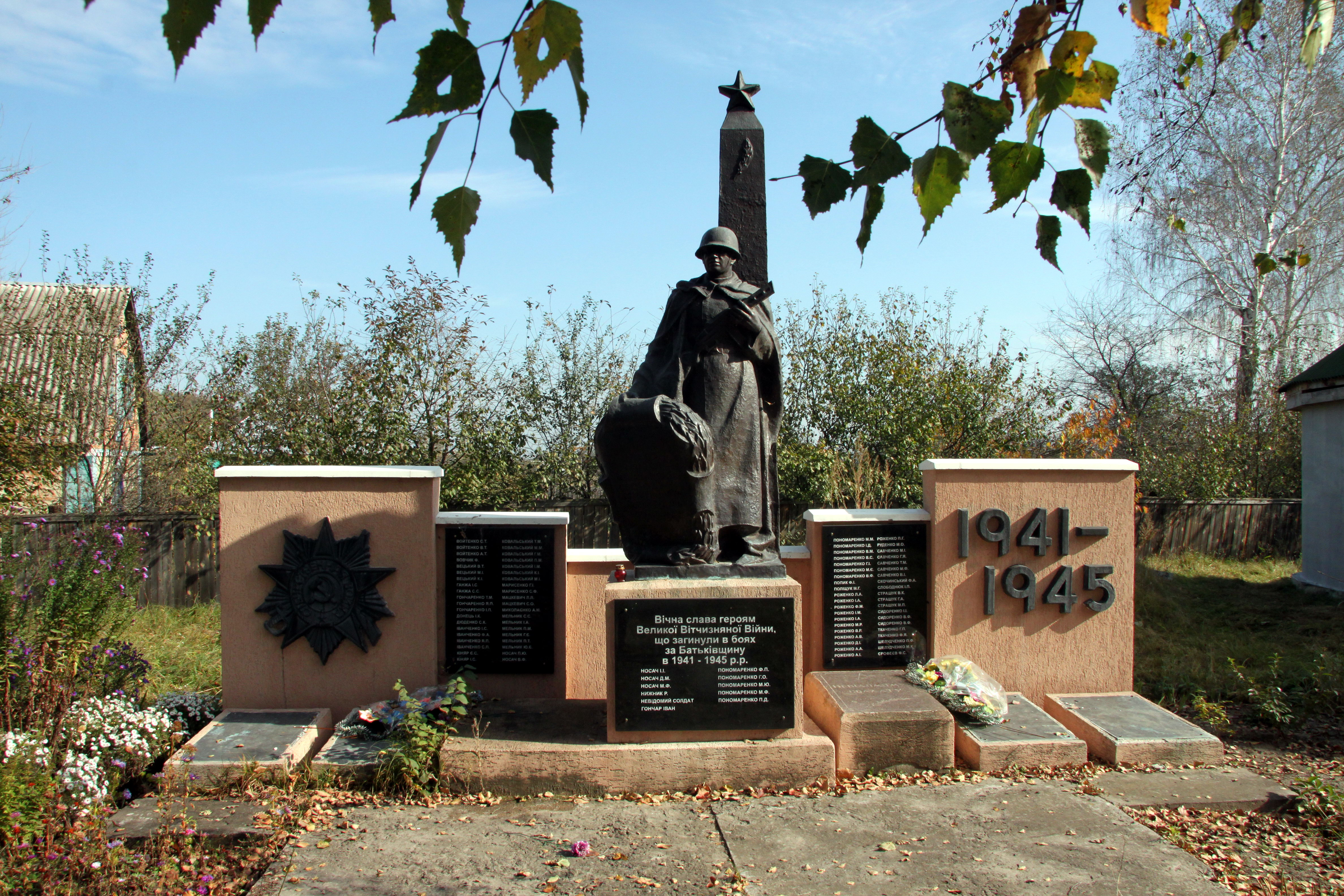
Пам'ятник воїнам-визволителям та воїнам-односельчанам у центрі Кощіївки

## Постаті
- Петренко Богдан Олександрович (1997—2020) — старший солдат Збройних сил України, учасник російсько-української війни.